# مرصد الأشعة الكونية

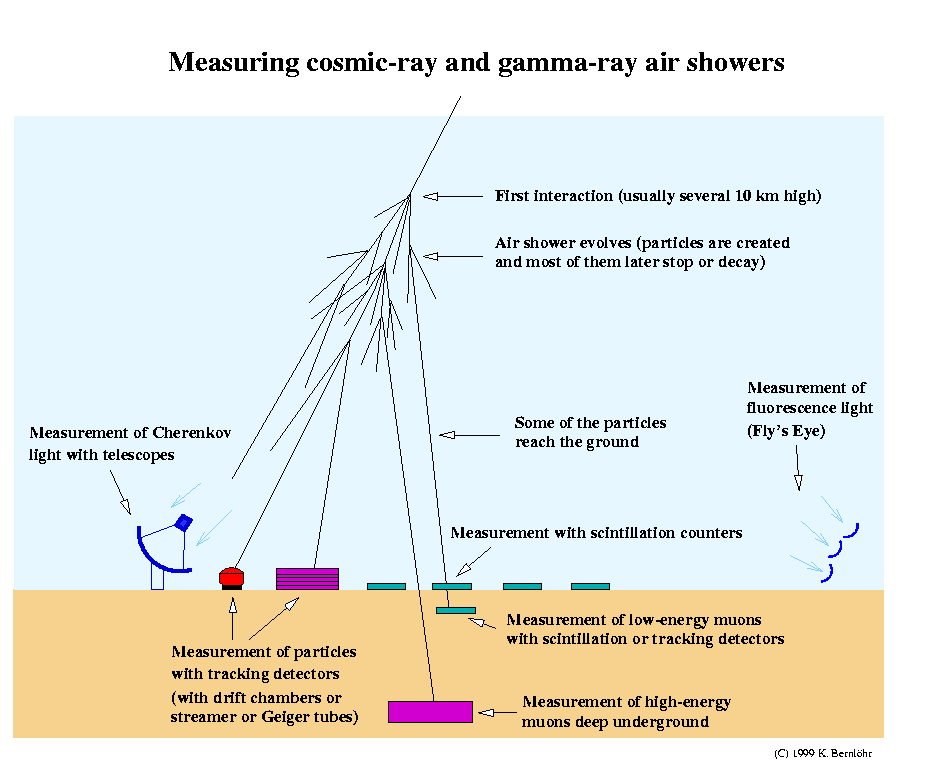

مرصد الأشعة الكونية (بالإنجليزية: Cosmic-ray observatory)‏ هو منشأة علمية بُنيت لاكتشاف الجسيمات عالية الطاقة القادمة من الفضاء والتي تُسمى الأشعة الكونية. يتضمن هذا عادةً الفوتونات (الضوء ذي الطاقة العالية) والإلكترونات والبروتونات وبعض النوى الثقيلة، وكذلك جسيمات المادة المضادة. نحو 90% من الأشعة الكونية هي بروتونات، 9% هي جسيمات ألفا، والباقي (تقريباً 1%) هي جسيمات أخرى.
ليس ممكنًا بعد بناء بصريات تلتقط صوراً للأشعة الكونية، مثل تلسكوب ولتر للأشعة السينية ذات الطاقة المنخفضة، على الرغم من أن بعض مراصد الأشعة الكونية تبحث أيضًا عن أشعة جاما عالية الطاقة والأشعة السينية. تزيد الأشعة الكونية فائقة الطاقة (يو إتش إي سي) من مشاكل الكشف. تتمثل إحدى طرق دراسة الأشعة الكونية في استخدام أجهزة كشف مختلفة لرصد عدة جوانب لدش الأشعة الكونية الهوائي.
طرق الكشف عن أشعة جاما:
- الكاشفات الومضية
- كاشفات الحالة الصلبة
- تشتت كومبتون
- التلسكوبات المزدوجة
- كاشفات شيرينكوف الهوائية

على سبيل المثال، في حين أن طاقة فوتون الضوء المرئي قد تكون قليلةً في حدود بضع إلكترون فولت، فإن طاقة أشعة جاما الكونية قد تتجاوز تيرا إلكترون فولت (1,000,000,000,000 إلكترون فولت). في بعض الأحيان، لا يجري تضمين أشعة جاما الكونية (الفوتونات) مع الأشعة الكونية النووية.

## نظرة تاريخية
«في عام 1952، سمحت تجربة بسيطة وجريئة برصد ضوء إشعاع شيرينكوف لأول مرة، الناتج عن الأشعة الكونية المارة عبر الغلاف الجوي، ما أدى إلى ولادة مجال جديد في علم الفلك». هذا العمل، الذي تضمن الحد الأدنى من النفقات لبناء الأجهزة المطلوبة (صندوق القمامة بشكل مثير للضحك، ومرآة مكافئة من أيام الحرب، وصمام تضخيم ضوئي بقطر 5 سنتيمترات)، وبناءً على اقتراح من باتريك بلاكيت، أدى هذا في النهاية إلى قيام الاستثمار الدولي الحالي في علم فلك أشعة جاما بالذي تُقدر قيمته بمليارات الدولارات.
قام القمر الصناعي إكسبلورر 1، الذي أُطلق عام 1958، بقياس الأشعة الكونية. رصد أنبوب جايجر مولر أنطون 314 متعدد الاتجاهات، الذي صممه جورج إتش. لودفينج من مختبر الأشعة الكونية في جامعة ولاية آيوا، الأشعة الكونية. كان قادراً على كشف بروتونات بطاقة تزيد عن 30 مليون إلكترون فولت وإلكترونات بطاقة تزيد عن 3 ملايين إلكترون فولت. في أغلب الأحيان كان الجهاز يصل إلى حد الإشباع.
في بعض الأحيان، كانت الأجهزة تكشف عدد جسيمات الأشعة الكونية المتوقعة (حوالي ثلاثين عدًا في الثانية) ولكن في بعض الأحيان لم تكن تكشف شيئاً بشكل غريب. أشارت جامعة أيوا (تحت إشراف فان ألين) إلى أن جميع الكشوفات الصفرية في التقارير كانت تُؤخذ من ارتفاع أعلى من 2000 كيلومتر (1250 ميل) فوق أمريكا الجنوبية، بينما كان الجهاز يكشف المستوى المتوقع من الأشعة الكونية على ارتفاع 500 كيلومتر (310 ميل). في وقت لاحق، بعد إطلاق قمر إكسبلورر 3 الصناعي، استُنتج أن عداد جايجر الأصلي قد وصل إلى حد الإشباع نتيجة تعرضه لإشعاع قوي قادم من حزام من الجسيمات المشحونة المحصورة في الفضاء بواسطة المجال المغناطيسي للأرض. يُعرف حزام الجسيمات المشحونة هذا باسم حزام فان ألين الإشعاعي.
جرت دراسة الأشعة الكونية على متن محطة مير الفضائية في أواخر القرن العشرين، كما كان الحال مع تجربة سيلاي على سبيل المثال. درست هذه التجربة العلاقة بين الومضات التي يراها رواد الفضاء في الفضاء والأشعة الكونية، أي ما يُعرف باسم الظواهر البصرية للأشعة الكونية.
في 1993، سجلت مصفوفة الدش الهوائي العملاقة أكينو في اليابان (اختصار إيه جي إيه إس إيه) إحدى أنشط أحداث الأشعة الكونية المرصودة على الإطلاق.
في أكتوبر 2003، أكمل مرصد بيير أوجيه في الأرجنتين بناء الكاشف السطحي رقم 100 الخاصة به وأصبح أكبر مصفوفة لرصد الأشعة الكونية في العالم. يكشف هذا المرصد الأشعة الكونية باستخدام طريقتين مختلفتين: رصد إشعاع شيرينكوف الصادر عن تفاعل الجسيمات مع الماء، ورصد الأشعة فوق البنفسجية المنبعثة في الغلاف الجوي للأرض. في عام 2018، بدأ العلماء بإضافة أجهزة كشف ومضية وراديوية كجزء من عملية ترقية للمرصد تُسمى أوجيه برايم.
في عام 2010، جرى الانتهاء من نسخة موسعة من تلسكوب مصفوف عدادات الميون والنيوترينو بالقطب الجنوبي (أماندا)، ألا وهو مرصد آيسكيوب. يقيس مرصد آيسكيوب ضوء إشعاع شيرينكوف في كيلومتر مكعب من الجليد الشفاف. يكشف هذه المرصد ما يُقدر بـ 275 مليون جُسيم أشعة كونية كل يوم.
نقل مكوك الفضاء إنديفور مطياف ألفا المغناطيسي (إيه إم إس) إلى محطة الفضاء الدولية في 16 مايو 2011. خلال عام واحد تقريباً من التشغيل، جمع إيه إم إس بيانات لـ 17 مليار حدث أشعة كونية.